# Arrondissement del dipartimento del Finistère
Gli arrondissement del dipartimento del Finistère, nella regione francese della Bretagna, sono quattro: Brest (capoluogo Brest), Châteaulin (Châteaulin), Morlaix (Morlaix) e Quimper (Quimper).

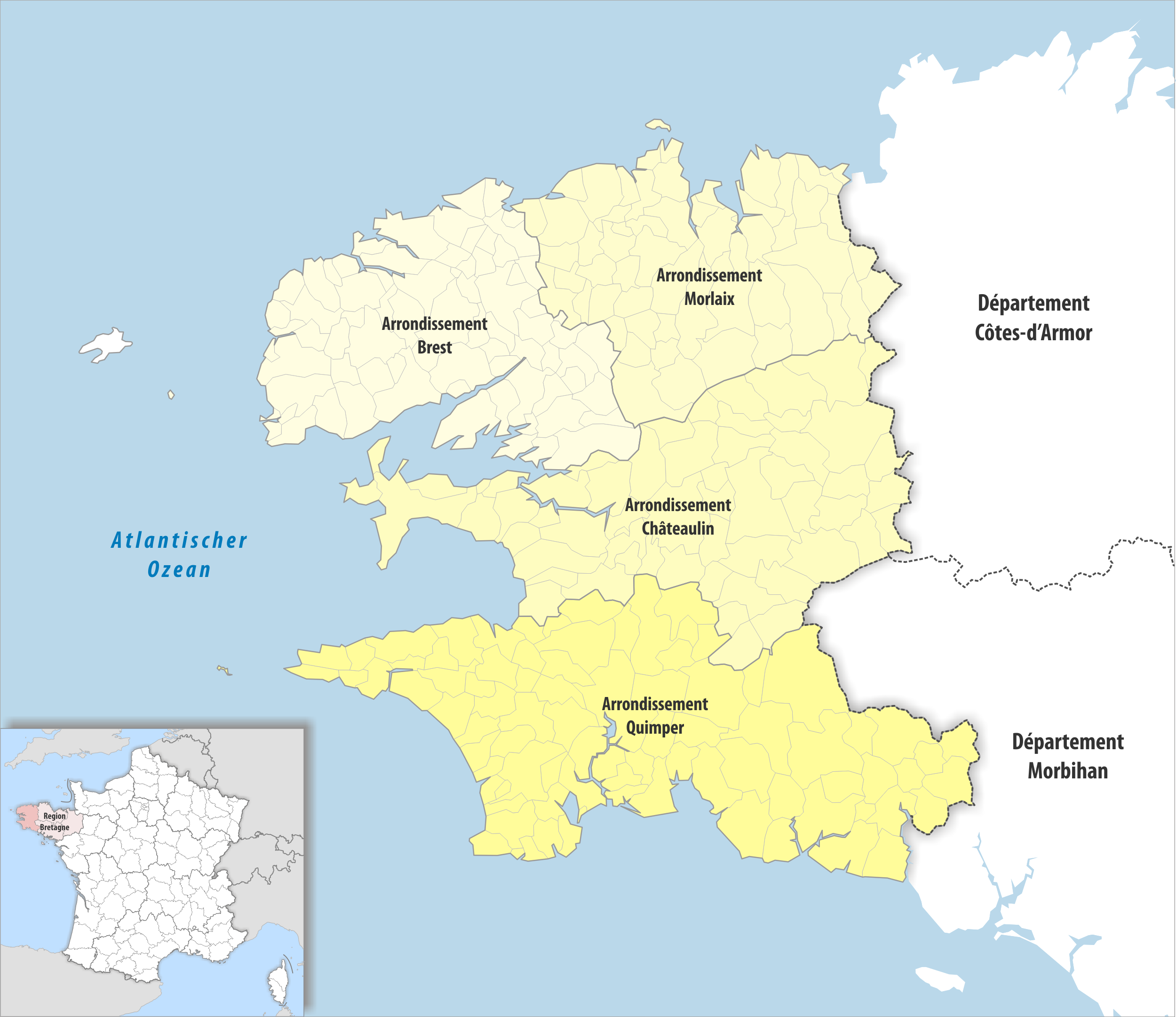
Gli arrondissement del dipartimento di Finistère nel 2019

## Composizione
| Nome                         | Codice INSEE | N° di comuni | Superficie km2 | Popolazione | Densità (abitanti/km2) |
| ---------------------------- | ------------ | ------------ | -------------- | ----------- | ---------------------- |
| Arrondissement di Brest      | 291          | 77           | 1 396,2        | 376 671     | 270                    |
| Arrondissement di Châteaulin | 292          | 57           | 1 756,6        | 81 420      | 46                     |
| Arrondissement di Morlaix    | 293          | 59           | 1 330,6        | 129 101     | 97                     |
| Arrondissement di Quimper    | 294          | 84           | 2 249,6        | 324 543     | 144                    |
| Dipartimento del Finistère   | 29           | 277          | 6 733,0        | 911 735     | 135                    |

## Storia
- 1790: istituzione del dipartimento del Finistère con nove distretti: Brest, Carhaix, Châteaulin, Landerneau, Lesneven, Morlaix, Pont-Croix, Quimper e Quimperlé.
- 1800: istituzione degli arrondissement di: Brest, Châteaulin, Morlaix, Quimper e Quimperlé.
- 1926: l'arrondissement di Quimperlé è soppresso.[6][7]

- 2015: la nuova articolazione territoriale riguardante i cantoni entra in vigore in occasione delle elezioni dipartimentali del marzo 2015. I cantoni sono così svincolati dai confini degli arrondissement.
- 2017: con decreto prefettizio, quattro comuni cambiano arrondissement per adattarsi alla nuova articolazione territoriale dei cantoni del 2015:
  - un comune è trasferito dall'arrondissement di Brest all'arrondissement  di Morlaix;
  - tre comuni sono trasferiti dall'arrondissement di Châteaulin all'arrondissement  di Quimper.[8]